# Ruth Becker
Ruth Elizabeth Becker, född 28 oktober 1899 i Indien, död 6 juli 1990 i Santa Barbara, Kalifornien, var en av de sista återstående överlevande från förlisningen av RMS Titanic den 15 april 1912. Hon reste i andra klass med sin mor Nellie och sina två syskon Richard och Marion.
Efter Titanics kollision med ett isberg den 14 april 1912 tog Nellie upp familjen på båtdäcket där fartygets livbåtar fanns. Innan dess hade en man i besättningen sagt till familjen att "fartyget råkat ut för en liten olycka. Men de kommer fixa det, och vi ska snart vara på väg igen". Nellie ansåg dock läget vara allvarligt. Sjätte styrman James Paul Moody ska ha lastat i Richard och Marion i livbåt nummer 11, men ville först inte ta med modern då han ansåg båten för full. Nellie fick efter en stund ändå gå i, men inte Ruth som varit nere i deras hytt och hämtat filtar.
Styrman Moody tog henne istället med till livbåt 13 där hon fick plats. Väl på RMS Carpathia morgonen därpå återförenades slutligen familjen.
Ruth Becker vägrade länge att tala om sina upplevelser under Titanics förlisning, men mot slutet av sitt liv på 1980-talet medverkade hon i flera konvent rörande Titanic och talade mer öppet om händelsen.